# Діптан Марія Станіславівна
Марія Станіславівна Діптан (до шлюбу Мартиненко; нар. 15 квітня 1988, Харків) — українська бадмінтоністка, майстер спорту України міжнародного класу, багаторазова чемпіонка України, колишня гравчиня Національної збірної України.

## Загальні відомості
Бадмінтоном почала займатись з 10-річного віку. Перший тренер — Стерін Михайло Борисович.
Закінчила факультет інформатики і управління Національного технічного університету «Харківський політехнічний інститут».

## Досягнення
У 2005 році збірна України з бадмінтону стала срібною призеркою чемпіонату Європи серед студентів, а Марія Мартиненко стала переможницею в особистій першості.
Згодом Марія виграла срібло на чемпіонаті Європи 2009 та бронзу 2010 року.
Чотириразова чемпіонка України в змішаному парному розряді (2008, 2009, 2010, 2013), дворазова чемпіонка України в одиночному жіночому розряді (2009, 2010) і чемпіонка України 2013 року в жіночому парному розряді.

### Чемпіонат України
Чемпіони України в змішаній парній категорії
- 2008 — Завадський Дмитро — Діптан Марія (Харків)
- 2009 — Завадський Дмитро — Діптан Марія (Харків)
- 2010 — Завадський Дмитро — Діптан Марія (Харків)
- 2013 — Завадський Дмитро — Діптан Марія (Харків)

Чемпіони України в жіночій одиночній категорії
- 2009 — Діптан Марія (Харків)
- 2010 — Діптан Марія (Харків)

Чемпіони України в жіночій парній категорії
- 2013 — Діптан Марія — Жарка Єлизавета (Харків)

## Міжнародні змагання
- 2005 — чемпіонка Європи серед студентів (як Марія Мартиненко)
- 2009 — срібна призерка Чемпіонату Європи в одиночній категорії
- 2010 — бронзова призерка Чемпіонату Європи в одиночній категорії
- 2010 — 17 місце на Чемпіонаті світу в парній змішаній категорії разом з Дмитром Завадським